# Macrobathra desmotoma
Macrobathra desmotoma là một loài bướm đêm thuộc họ Cosmopterigidae. Loài này có ở Úc.

## Hình ảnh

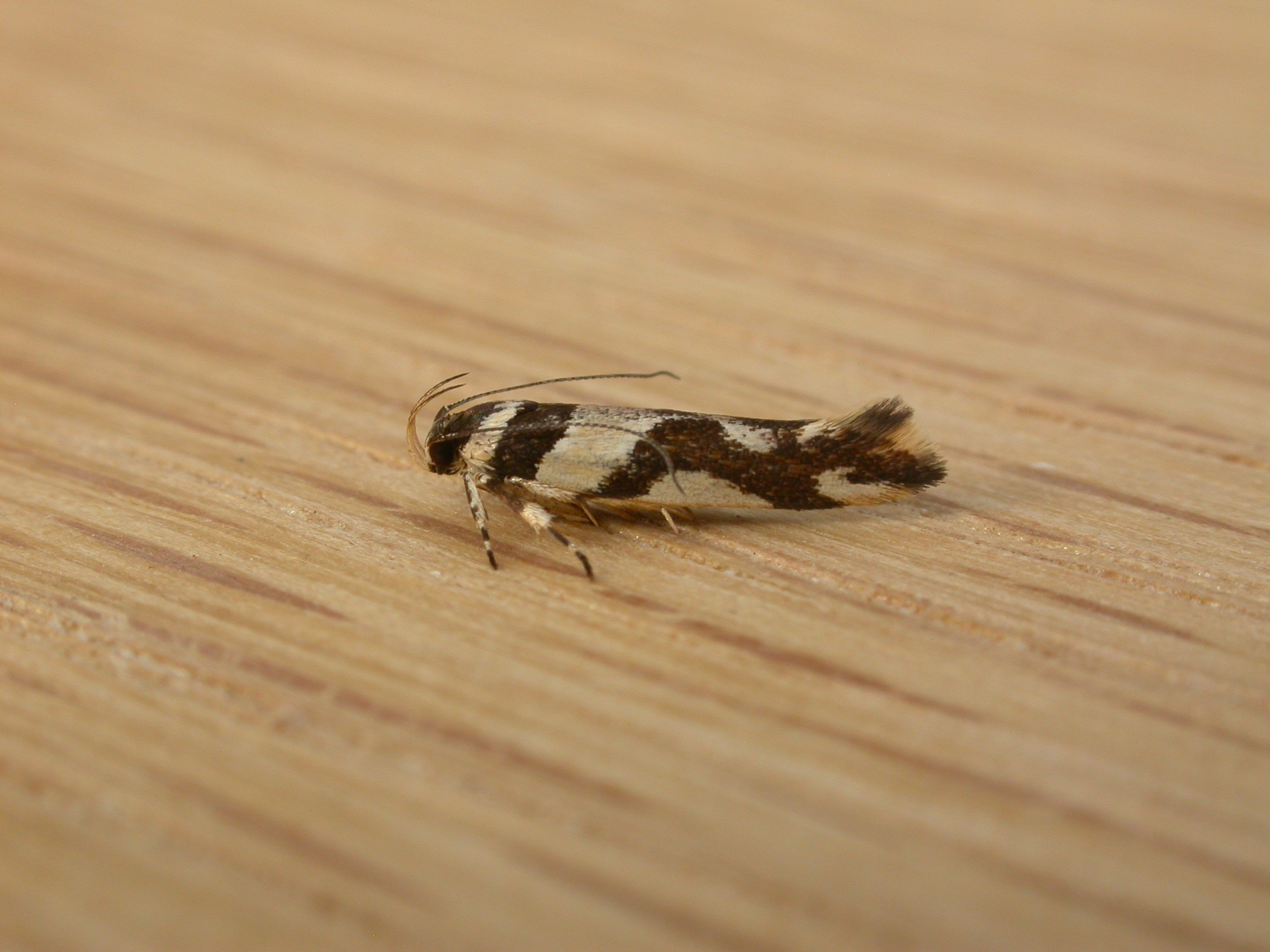
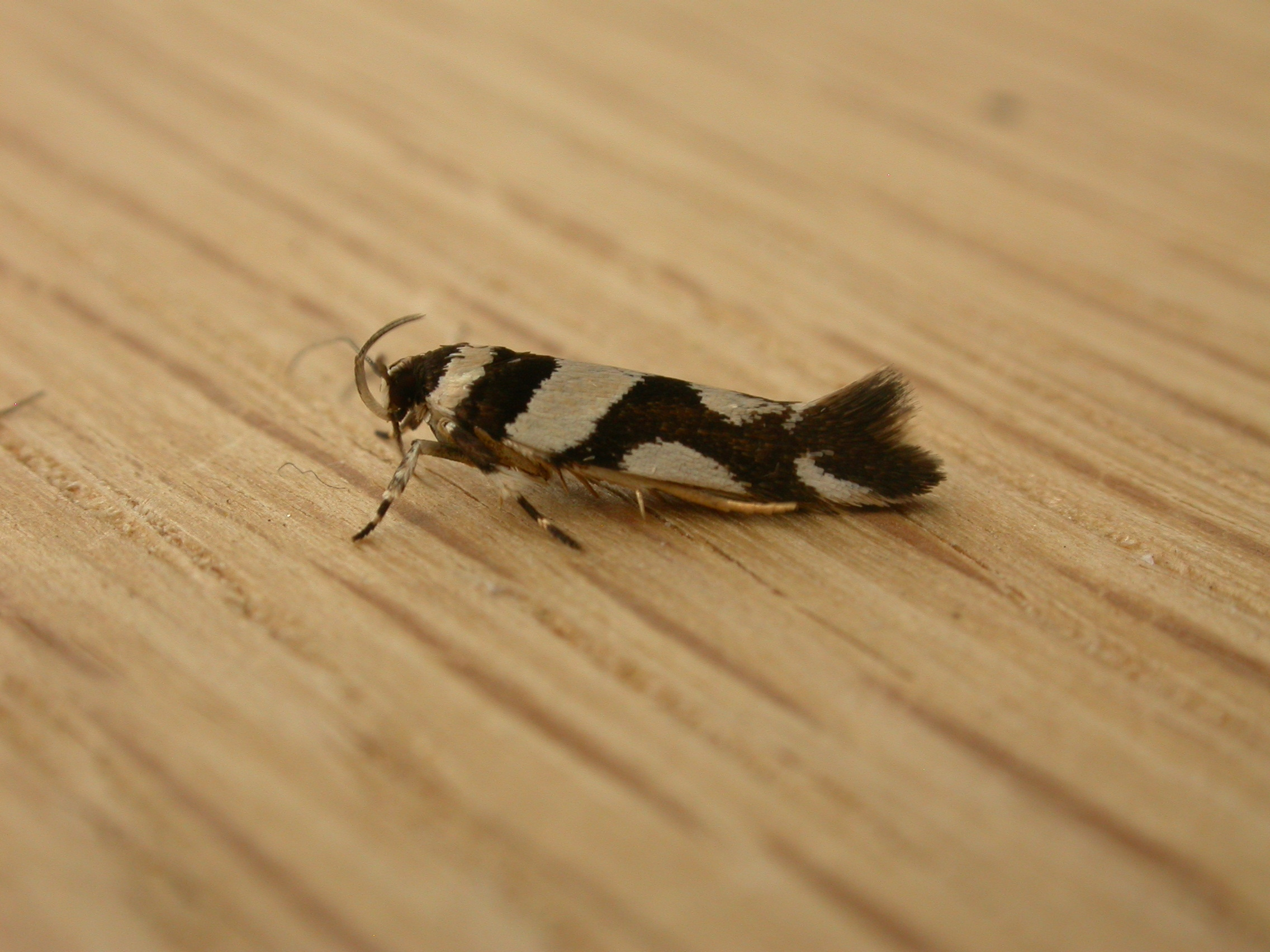